# 加拿大自由党
加拿大自由党（英語：Liberal Party of Canada），簡稱自由黨，是加拿大歷史最悠久的政党之一。傳統上，自由黨定位在經濟立場上較保守黨為左，但較新民主黨為右的中间偏左自由主義政黨。如同自由黨的對手加拿大保守黨一樣，自由黨傳統上通常被認為是一個大帐篷政黨，以及中間主義政黨，吸引不同政治光譜的選民。上世紀七十年代，加拿大時任自由黨總理皮埃尔·特鲁多宣稱，他的自由黨緊靠“極端中間主義”。近年來有保守報章認為自由黨立場左傾，但亦有不同報章認為自由黨仍然是大帳篷政黨，或者吸引一定程度的中間選民。如同其它加拿大政黨，現時除大西洋四省的自由黨是其分部外，聯邦的自由黨和各省的自由黨是獨立運作的，意識形態甚至與其相反。

## 歷史

1968-1990年間使用的標誌

1990-2004年間使用的標誌

2010-2014年間使用的標誌

自1867年加拿大聯邦成立以来，自由黨在聯邦政壇的影響力一直十分雄厚，在20世紀期間更执政近69年，因此经常被称为「加拿大的自然执政党」。它也是交替统治加拿大的仅有两个政党之一（另一个是加拿大保守黨及它的其中一個前身加拿大进步保守党）。
在1896-1911年、1921-1930年、1935-1957年、1963-1979年、1980-1984年、1993-2006年及2015年至今，自由黨是加拿大執政黨。
1993年聯邦大選因為另一右翼黨派改革黨勢力抬頭，加上進步保守黨執政近10年開始不受歡迎，最終慘敗於自由黨永不返身。在讓·克里田領導下，自由黨成為了一個中間派及財政保守主義的政黨從而代替了進步保守黨的存在，因為進步保守黨在改革黨鎅票下已無法再執政。2003年克里田在黨內失勢下台，他的財政部長保羅·馬丁成為了新總理，馬田和克里田一樣都是中間派及財政保守。然而，馬田由於施政失誤、政治醜聞以及在90年代分裂的保守派政黨重新合併為統一政黨（即現今的加拿大保守黨），於2004年大選失去多數黨地位，要組建少數政府，並在2006年1月提前大選中敗於新生的保守黨失去執政權，結束12年執政。但保守黨未能取得多數議席，自由黨成為最大反對黨。
2008年起，自由黨對史蒂芬·哈珀領導的保守黨少數政府頻頻提出不信任動議，逐漸失去選民支持，導致在2011年聯邦大選中保守黨大勝贏得多數政府，而自由黨更只獲得34席，令該黨歷史上第一次淪為加拿大下議院中第三大黨。
2006年至2011年間，兩位黨領（斯特凡·迪翁及葉禮庭）没有当过加拿大总理。在賈斯汀·杜魯多之前，每位继任的自由党总理都曾是前任自由党内阁中的一位内阁部长。相反，進步保守黨由於連續執政時間短，因此经常选择没有内阁经历的领袖。
加拿大自由党是国际自由联盟的一个成员。
2011年5月25日，李博当选自由党臨時黨領。
2013年4月14日，前自由黨總理皮埃爾·杜魯多的41歲的長子，賈斯汀·杜魯多以大熱姿態被選為新任自由黨黨領。
2015年10月19日舉行的2015年聯邦大選中，自由黨獲得184個席位，結束近十年的在野時期，取代保守黨執政，黨領賈斯汀·杜魯多也成爲新一任加拿大总理。
2019年10月21日舉行的2019年聯邦大選中，自由黨得票和議席雖然減少，但仍獲得157個席位而繼續執政，但少於需要組成多數政府的170席而需要籌組少數派政府。
杜魯道解散國會觸發了2021年9月的聯邦選舉，希望贏得多數政府，儘管在競選過程中，奧圖爾的保守黨在民調中領先自由黨。自由黨最終贏得選舉組建又一次少數政府，保守黨黨團以73票對45票通過罷免奧圖爾，奧圖爾遂於同年2月2日即時卸任黨魁。
2025年1月6日在總理杜魯多被迫辭職後，卡尼被認為是2025年加拿大自由黨黨魁選舉的潛在候選人，他於1月16日正式參選，其後有多名杜魯多內閣部長公開支持他成為新任自由黨黨魁，而杜魯多的前策略顧問傑拉爾德·巴茨亦是卡尼競選活動中的關鍵人物。
2025年3月9日，卡尼以85.9%的得票率高票當選加拿大自由黨黨魁，隨後於3月14日出任第24任加拿大總理，並帶領已執政近10年的自由黨參選2025年聯邦選舉；同年4月28日，卡尼帶領的自由黨在大選中獲勝，組成少數政府，自由黨得以連任第四屆。

## 政策與原則
该党的原则基于各种自由主义理论家定义的自由主义，包括不同世代的个人自由与责任、人类尊严、公正社会、政治自由、宗教自由、民族团结、机会平等、多元文化主义、双语主义和多边主义。从二十世纪初开始，自由党一直支持来自政治光谱的右翼和左翼的各种“大帐篷”政策。当自由党从1993年到2006年组建政府时，曾倡导平衡预算，并在1995年通过减少社会服务支出或将其下放给各省，从联邦预算中完全消除了预算赤字，并承诺在该党著名的红皮书中取代商品和服务税，自由黨隨著小杜魯多的領導下在2015年成為執政黨後開始越發左傾。该党还推动了同性婚姻合法化。

### 2021年大选纲领
在2021年联邦选举期间，加拿大自由党介绍了他们的纲领，其中有六个关键类别，包括每一章的“性别和多样性影响摘要”。这些包括：疫情、住房、医疗保健、经济、气候变化以及原住民和解。
2021年平台的主要自由党政策包括：
1. 要求乘坐省际列车、商业航班、游轮和其他联邦监管船只的旅行者接种新冠肺炎疫苗[19]。
2. 在已经承诺的40亿美元的基础上，投资60亿美元，以支持消除卫生系统候补名单[19]。
3. 提供各种投资，以便在2025-26年之前建造、保护或振兴140万套新房[19]。
4. 分配资金，在未来五年内花费20亿美元，采取措施，通过“真相、正义和治愈”倡议来解决寄宿学校的遗留问题[19]。
5. 在上任的头100天内重新引入立法，以消除进行同性恋转换疗法的做法[19]。
6. 到2050年实现净零排放[19]。
7. 提出到2022年打击仇恨犯罪的国家行动计划，作为新的反种族主义对策的一部分，包括“加拿大黑人公正对策”[19]。
8. 更新承诺接收4万名阿富汗难民的人数[19]。
9. 制定最低税收规则，以便每个收入足以有资格获得最高等级的人每年至少支付15%（收入低于49,000美元的人支付的税率），消除了他们通过过度使用扣除和抵免人为不纳税的能力[19]。
10. 建立常设经济顾问委员会，就长期增长向政府提供独立建议。理事会将保持性别平衡，并反映加拿大的多样性[19]。
11. 改革经济移民计划，通过快速入境点系统扩大临时外国工人和国际学生的永久居留权途径[19]。
12. 留出至少10亿美元来支持在其管辖范围内实施手枪禁令的省份或地区[19]。

## 近年選舉表現
| 選舉 | 黨領      | 得票      | %     | 席次      | +/–   | 排名  | 執政   |
| ---- | --------- | --------- | ----- | --------- | ----- | ----- | ------ |
| 1984 | 约翰·特纳 | 3,516,486 | 28.0  | 40 / 282  | ▼ 107 | ▼ 第2 | 反對黨 |
| 1988 | 约翰·特纳 | 4,205,072 | 31.9  | 83 / 295  | ▲ 43  | ━ 第2 | 反對黨 |
| 1993 | 克里田    | 5,647,952 | 41.2  | 177 / 295 | ▲ 94  | ▲ 第1 | 多數黨 |
| 1997 | 克里田    | 4,994,277 | 38.4  | 155 / 301 | ▼ 22  | ━ 第1 | 多數黨 |
| 2000 | 克里田    | 5,252,031 | 40.8  | 172 / 301 | ▲ 17  | ━ 第1 | 多數黨 |
| 2004 | 马田      | 4,982,220 | 36.7  | 135 / 308 | ▼ 37  | ━ 第1 | 少數黨 |
| 2006 | 马田      | 4,479,415 | 30.2  | 103 / 308 | ▼ 32  | ▼ 第2 | 反對黨 |
| 2008 | 狄安      | 3,633,185 | 26.2  | 77 / 308  | ▼ 26  | ━ 第2 | 反對黨 |
| 2011 | 葉禮庭    | 2,783,175 | 18.9  | 34 / 308  | ▼ 43  | ▼ 第3 | 第三黨 |
| 2015 | 小杜魯多  | 6,928,055 | 39.5  | 184 / 338 | ▲ 150 | ▲ 第1 | 多數黨 |
| 2019 | 小杜魯多  | 5,847,043 | 33.0  | 157 / 338 | ▼ 27  | ━ 第1 | 少數黨 |
| 2021 | 小杜魯多  | 5,560,348 | 32.63 | 160 / 338 | ▲ 3   | ━ 第1 | 少數黨 |
| 2025 | 馬克·卡尼 | 8,595,599 | 43.76 | 169 / 343 | ▲ 9   | ━ 第1 | 少數黨 |